# 東京都道・埼玉県道36号保谷志木線

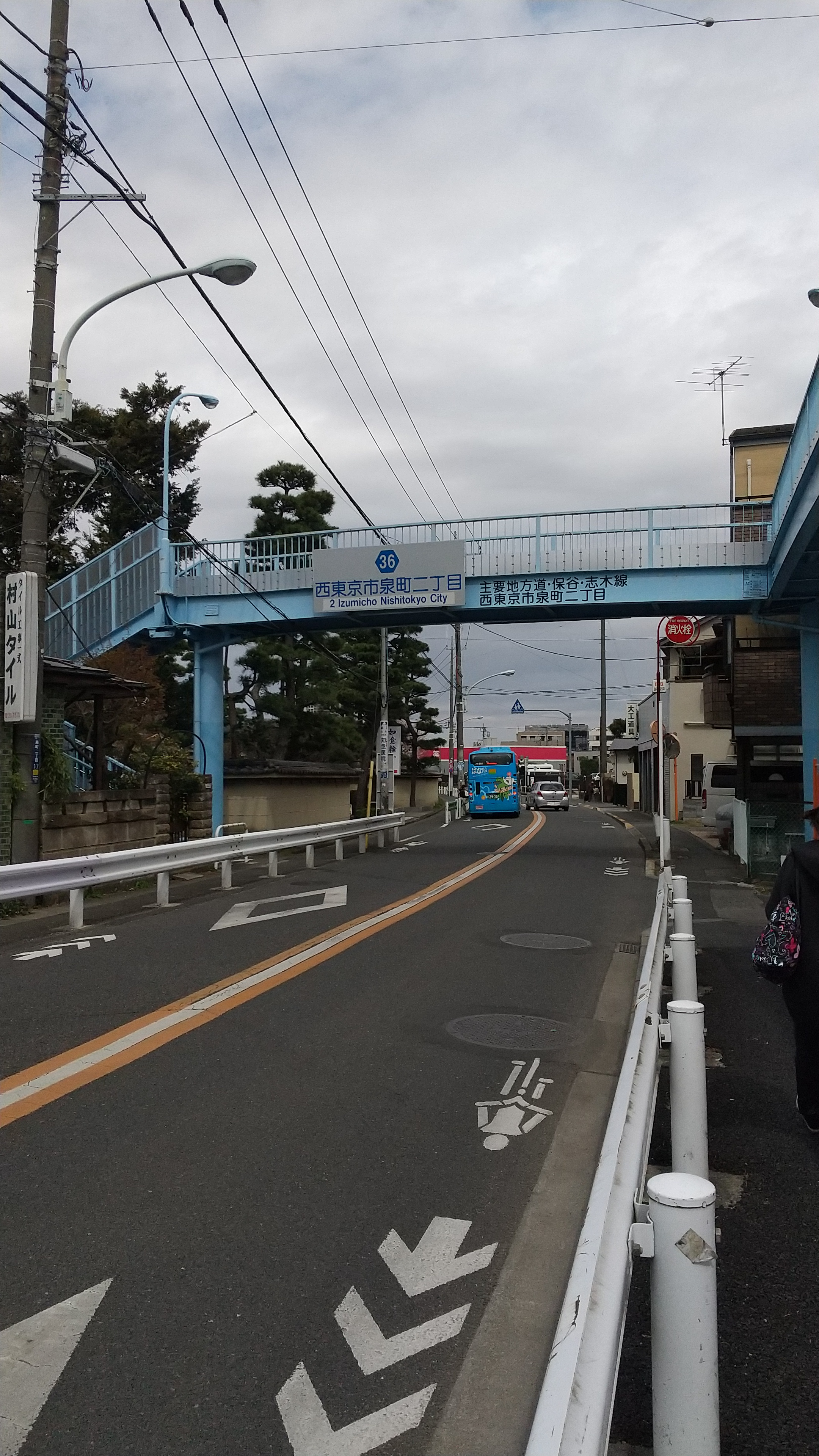
東京都西東京市、泉町周辺

東京都道・埼玉県道36号保谷志木線（とうきょうとどう・さいたまけんどう36ごう ほうやしきせん）は、東京都西東京市から埼玉県志木市に至る都県道（主要地方道）である。

## 起点・終点
- 東京都西東京市：保谷小学校前交差点
- 埼玉県志木市：上宗岡二丁目交差点

## ルート
起点は東京都西東京市の保谷小学校前交差点。ひばりが丘北2丁目で東京都道25号飯田橋石神井新座線と重複し、埼玉県新座市に入り、栗原交差点で単独区間に戻る。
国道254号とはその新道（榎木ガード）・旧道のいずれとも立体交差するが、川越市方面に行くことはできない。埼玉県道109号新座和光線（旧川越街道）と膝折町まで重複しながら北上し、武蔵野線はアンダーパス、東武東上線をオーバーパスで通過し、志木市本町で2回屈折する。中宗岡交差点で屈折し北上。国道463号と交差する上宗岡2丁目交差点が終点となる。
公式に明言されてはいないものの、南端で接続している西東京市道「伏見稲荷通り」を含め、国道254号交点（榎木ガード）まで西東京3・2・6調布保谷線及び新座3・4・1保谷朝霞線（伏見通り）に並行しており、これらの都市計画道路が当都県道のバイパス道路として機能する予定である。
また、この道路事業に併せて老朽化した榎木ガードの更新を行う計画となっている。

## 一般名称
- 片山県道：都県境 - 膝折町3丁目交差点（埼玉県朝霞市）※新座市内
- 旧川越街道（交差点名称無し）（埼玉県朝霞市） - 膝折町四丁目交差点（埼玉県朝霞市）
- 三原通り：膝折町4丁目交差点（埼玉県朝霞市） - 志木陸橋南交差点（埼玉県新座市）※朝霞市内
- 慶應通り：志木陸橋北交差点（埼玉県新座市） - 昭和新道交差点（埼玉県志木市）[1]※東上線志木駅東口界隈
- 昭和新道：昭和新道交差点（埼玉県志木市） - 本町3丁目交差点（埼玉県志木市）[1]
- 志木街道：本町3丁目交差点（埼玉県志木市） - 中宗岡一丁目交差点（埼玉県志木市）
- 本町通り：本町3丁目交差点（埼玉県志木市） - 志木市役所前交差点（埼玉県志木市）[1]
- いろは通り：志木市役所前交差点（埼玉県志木市） - 中宗岡一丁目交差点（埼玉県志木市）[1]
- 宿通り：中宗岡一丁目交差点（埼玉県志木市） - 上宗岡二丁目交差点（埼玉県志木市・終点）[1]

## 地理

### 通過する自治体
- 東京都
  - 西東京市
- 埼玉県
  - 新座市
  - 朝霞市
  - 志木市

### 交差する道路
| 接続する道路                             | 接続する道路                               | 交差点名            | 所在地 | 所在地   |
| ---------------------------------------- | ------------------------------------------ | ------------------- | ------ | -------- |
| 東伏見方面                               |                                            |                     |        |          |
| 東京都道233号東大泉田無線（保谷新道）    | 東京都道233号東大泉田無線（保谷新道）      | 保谷小学校前        | 東京都 | 西東京市 |
| 東京都道112号ひばりケ丘停車場線支線      |                                            |                     | 東京都 | 西東京市 |
| 東京都道25号飯田橋石神井新座線           |                                            |                     | 東京都 | 西東京市 |
| 埼玉県道24号練馬所沢線                   | 埼玉県道24号練馬所沢線                     | 栗原                | 埼玉県 | 新座市   |
| （産業道路）                             | （産業道路）                               | 片山                | 埼玉県 | 新座市   |
| E17 関越自動車道                         | E17 関越自動車道                           | （非接続）          | 埼玉県 | 新座市   |
| 国道254号（川越街道）                    | 国道254号（川越街道）                      | 榎木ガード※立体交差 | 埼玉県 | 新座市   |
| 本線                                     | 埼玉県道109号新座和光線（旧川越街道）      |                     | 埼玉県 | 朝霞市   |
| 埼玉県道109号新座和光線（旧川越街道）    | 本線                                       | 膝折町4丁目         | 埼玉県 | 朝霞市   |
| （宮戸橋通り）                           | （宮戸橋通り）                             | 泉水3丁目           | 埼玉県 | 朝霞市   |
| 埼玉県道40号さいたま東村山線（志木街道） | （二本松通り）                             | 志木陸橋南          | 埼玉県 | 新座市   |
| （ユリノ木通り）                         | （ユリノ木通り）                           | 慶應志木高校        | 埼玉県 | 志木市   |
| 本線                                     | 埼玉県道112号和光志木線（昭和新道）        | 昭和新道            | 埼玉県 | 志木市   |
| 埼玉県道244号志木停車場線（本町通り）    | （バルシティ通り）                         | 本町3丁目           | 埼玉県 | 志木市   |
| 埼玉県道113号川越新座線（志木大通り）    |                                            | 市場坂上            | 埼玉県 | 志木市   |
| 埼玉県道266号ふじみ野朝霞線              |                                            | 志木市役所前        | 埼玉県 | 志木市   |
| 本線                                     | 埼玉県道40号さいたま東村山線（いろは通り） | 中宗岡1丁目         | 埼玉県 | 志木市   |
| 国道254号（和光富士見バイパス）          | 国道254号（和光富士見バイパス）            | 上宗岡1丁目         | 埼玉県 | 志木市   |
| （袋橋通り）                             | 埼玉県道215号宗岡さいたま線（蓮田通り）    | 上宗岡5丁目         | 埼玉県 | 志木市   |
| 国道463号（浦和所沢バイパス）            | 国道463号（浦和所沢バイパス）              | 上宗岡2丁目         | 埼玉県 | 志木市   |
| 埼玉県道113号川越新座線 川越方面         |                                            |                     |        |          |

### 重複区間
- 東京都道・埼玉県道25号飯田橋石神井新座線・東京都道・埼玉県道234号前沢保谷線 （交差点名称なし）（東京都西東京市） - 栗原交差点（埼玉県新座市）
- 埼玉県道109号新座和光線 （交差点名称無し）（埼玉県朝霞市） - 膝折町四丁目交差点（埼玉県朝霞市）
- 埼玉県道40号さいたま東村山線 志木陸橋南交差点（埼玉県新座市） - 中宗岡一丁目交差点（埼玉県志木市）
- 埼玉県道266号ふじみ野朝霞線 昭和新道交差点（埼玉県志木市） - 志木市役所前交差点（埼玉県志木市）
- 埼玉県道113号川越新座線 市場坂上交差点（埼玉県志木市） - 上宗岡二丁目交差点（埼玉県志木市）

### 交差する鉄道と河川
| 交差する鉄道・河川 | 交差点名           | 所在地 | 所在地   |
| ------------------ | ------------------ | ------ | -------- |
| 西武池袋線         | （踏切）           | 東京都 | 西東京市 |
| 黒目川             | 大橋               | 埼玉県 | 新座市   |
| JR武蔵野線         | （非接続）         | 埼玉県 | 朝霞市   |
| 東武東上線         | 志木陸橋（非接続） | 埼玉県 | 新座市   |
| 柳瀬川             | 栄橋               | 埼玉県 | 志木市   |
| 新河岸川           | いろは橋           | 埼玉県 | 志木市   |

他に廃河川として、新川と交差している。

### 沿線の主な施設
| 所在地 | 所在地   | 施設                                     | 施設 |
| ------ | -------- | ---------------------------------------- | ---- |
| 東京都 | 西東京市 | 西東京市立保谷小学校                     |      |
| 東京都 | 西東京市 | 保谷郵便局                               |      |
| 東京都 | 西東京市 | 西東京市立泉小学校                       |      |
| 東京都 | 西東京市 | マルエツ保谷住吉店                       |      |
| 東京都 | 西東京市 | 西東京市立ひばりが丘中学校               |      |
| 東京都 | 西東京市 | くら寿司ひばりが丘店                     |      |
| 東京都 | 西東京市 | 西東京市立栄小学校                       |      |
| 埼玉県 | 新座市   | ライフ新座店                             |      |
| 埼玉県 | 新座市   | 新座栗原郵便局                           |      |
| 埼玉県 | 新座市   | 栗原公民館・栗原出張所                   |      |
| 埼玉県 | 新座市   | 新座警察署栗原交番                       |      |
| 埼玉県 | 新座市   | 新座市立栗原小学校                       |      |
| 埼玉県 | 新座市   | 新座市立八石小学校                       |      |
| 埼玉県 | 新座市   | いなげや新座野寺店                       |      |
| 埼玉県 | 新座市   | 新座消防署片山分署                       |      |
| 埼玉県 | 新座市   | 新座片山郵便局                           |      |
| 埼玉県 | 新座市   | 新座市立片山小学校                       |      |
| 埼玉県 | 新座市   | 法台寺                                   |      |
| 埼玉県 | 新座市   | 新座市立第三中学校                       |      |
| 埼玉県 | 新座市   | 埼玉県立新座高等学校                     |      |
| 埼玉県 | 新座市   | 佐川急便練馬店                           |      |
| 埼玉県 | 新座市   | ヨークフーズ新座馬場店                   |      |
| 埼玉県 | 新座市   | 蓮光寺                                   |      |
| 埼玉県 | 新座市   | 新座馬場郵便局                           |      |
| 埼玉県 | 新座市   | 牛角新座畑中店                           |      |
| 埼玉県 | 新座市   | 東福寺                                   |      |
| 埼玉県 | 新座市   | 畑中会館                                 |      |
| 埼玉県 | 新座市   | 東武東上線志木駅（志木市・新座市境付近） |      |
| 埼玉県 | 朝霞市   | コーナンドイト朝霞店                     |      |
| 埼玉県 | 朝霞市   | サティオ埼玉・朝霞店                     |      |
| 埼玉県 | 朝霞市   | 坂東電線                                 |      |
| 埼玉県 | 志木市   | 慶應義塾志木高等学校                     |      |
| 埼玉県 | 志木市   | 志木市役所                               |      |
| 埼玉県 | 志木市   | 朝霞警察署いろは橋交番                   |      |
| 埼玉県 | 志木市   | 志木市立宗岡第四小学校                   |      |
| 埼玉県 | 志木市   | 埼玉県立志木高等学校                     |      |

## ギャラリー

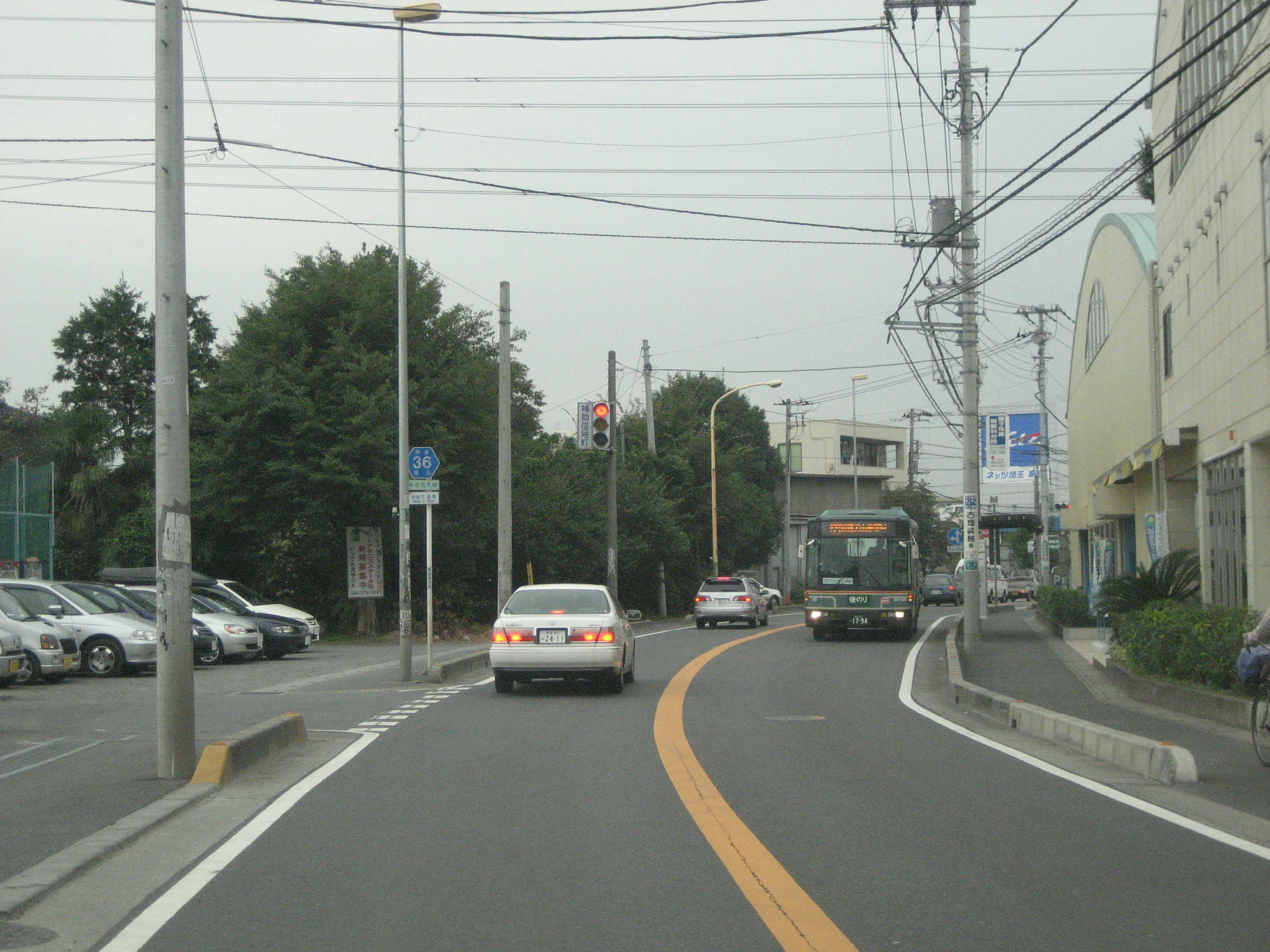
埼玉県新座市、シンポウテニスリゾート前
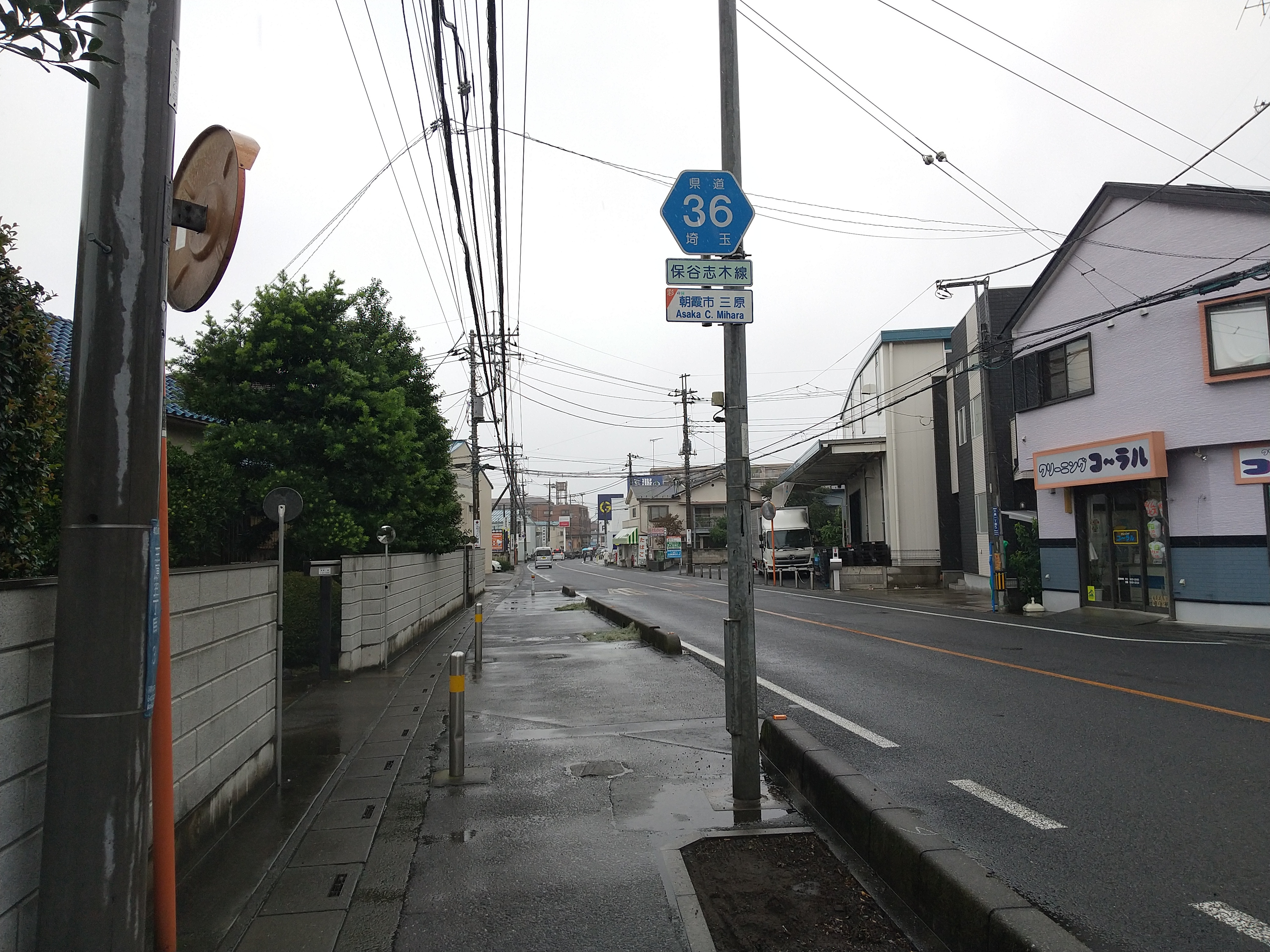
埼玉県朝霞市三原付近
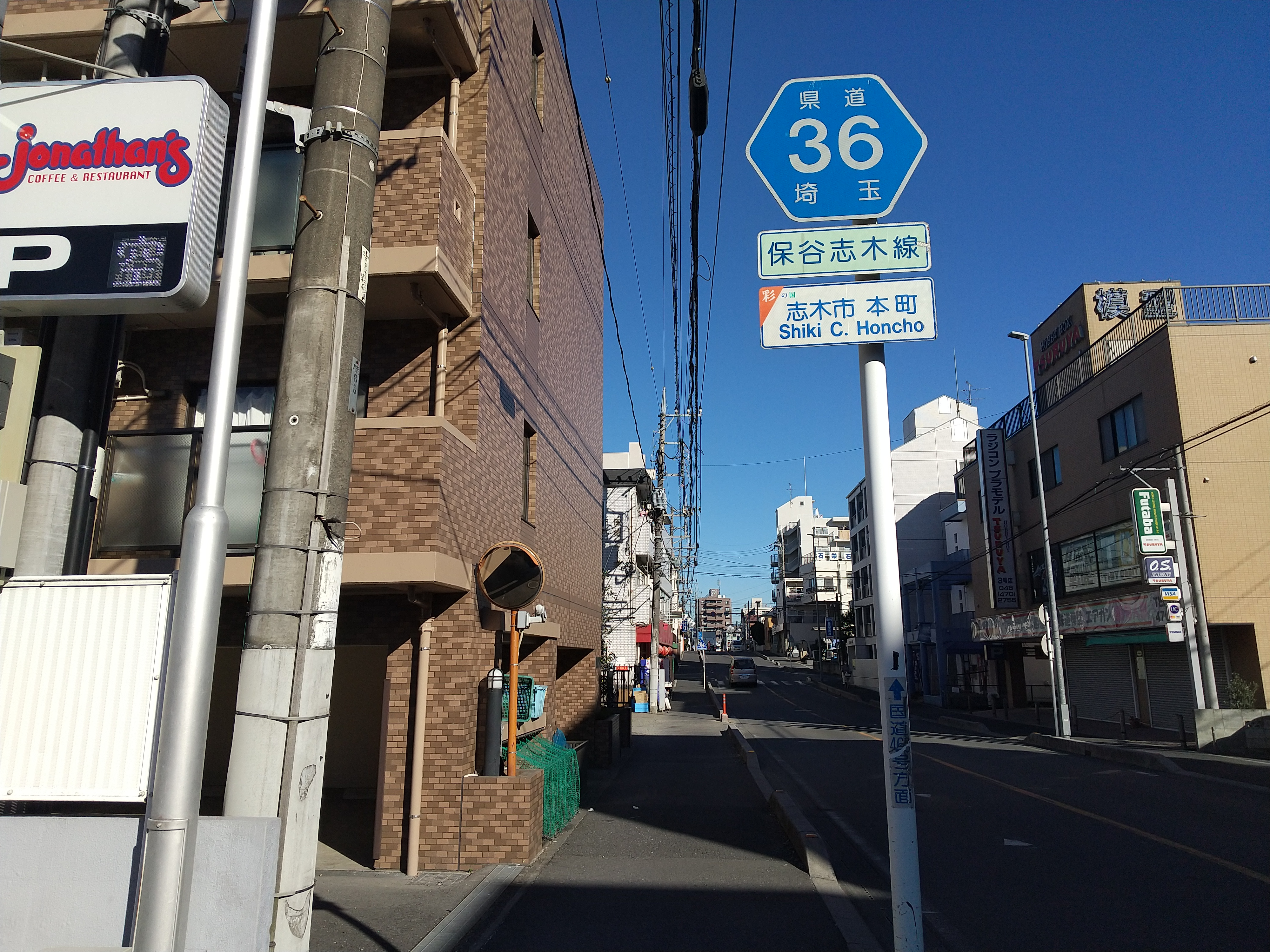
埼玉県志木市本町付近
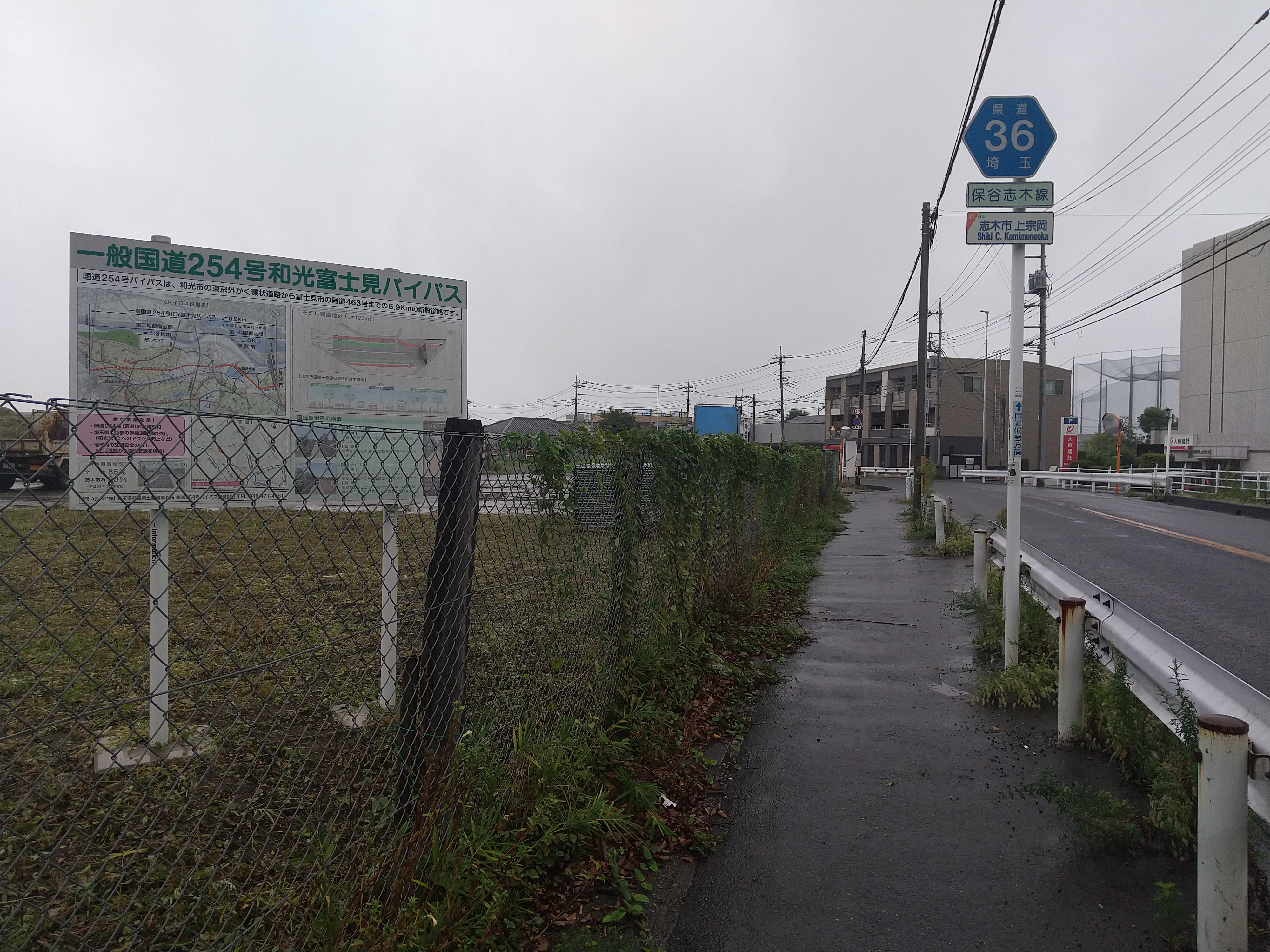
埼玉県志木市上宗岡付近（左は和光富士見バイパス建設予定地）